# Benetton B198
A Benetton B198 egy Formula–1-es versenyautó, amellyel a Benetton csapat az 1998-as Formula–1 világbajnokságban indult. Pilótái Giancarlo Fisichella és Alexander Wurz voltak.

## Áttekintés
Ebben az évben a Renault már nem volt a sportágban, azonban a korábbi, RS9-es motorokat a Mecachrome nevű cég továbbra is gyártotta. A Benetton ezeket az egyik divatmárkája, a Playlife nevére címkézte át. Bár érdemi fejlesztést nem kaptak, ezek a motorok még mindig jónak voltak mondhatók.
Az idény nem indult túl jól a várakozásokhoz képest, Fisichella csak a monacói és a kanadai nagydíjon tudott dobogóra állni, két második helyezéssel, Ausztriában pedig pole pozíciót szerzett. Sajnos ezt később már nem követték jó eredmények, és mivel Wurz is csak szerény teljesítményre volt képes, ezért a csapat az évet konstruktőri ötödikként zárta.
2014-ben Wurz az osztrák nagydíj versenynaptárba történő visszatérésének tiszteletére vezetett egy B198-ast a spielbergi versenypályán. A 02-es számú kasztnit sokáig eladóként hirdették az interneten, ebbe az eredeti motor helyett egy 4 literes V10-es Judd-motor került.

## Eredmények
(félkövér jelöli a pole pozíciót; dőlt betű a leggyorsabb kört)
| Év   | Csapat                       | Motor        | Gumik | Pilóták              | 1   | 2   | 3   | 4   | 5   | 6   | 7   | 8   | 9   | 10  | 11  | 12  | 13  | 14  | 15  | 16  | Pontok | Helyezés |
| ---- | ---------------------------- | ------------ | ----- | -------------------- | --- | --- | --- | --- | --- | --- | --- | --- | --- | --- | --- | --- | --- | --- | --- | --- | ------ | -------- |
| 1998 | Mild Seven Benetton Playlife | Playlife V10 | B     |                      | AUS | BRA | ARG | SMR | ESP | MON | CAN | FRA | GBR | AUT | GER | HUN | BEL | ITA | LUX | JPN | 33     | 5.       |
| 1998 | Mild Seven Benetton Playlife | Playlife V10 | B     | Giancarlo Fisichella | KI  | 6   | 7   | KI  | KI  | 2   | 2   | 9   | 5   | KI  | 7   | 8   | KI  | 8   | 6   | 8   | 33     | 5.       |
| 1998 | Mild Seven Benetton Playlife | Playlife V10 | B     | Alexander Wurz       | 7   | 4   | 4   | KI  | 4   | KI  | 4   | 5   | 4   | 9   | 11  | 16  | KI  | KI  | 7   | 9   | 33     | 5.       |

## Fordítás
- Ez a szócikk részben vagy egészben  a   Benetton B198 című német Wikipédia-szócikk ezen változatának fordításán alapul.  Az eredeti cikk szerkesztőit annak laptörténete sorolja fel. Ez a jelzés csupán a megfogalmazás eredetét és a szerzői jogokat jelzi, nem szolgál a cikkben szereplő információk forrásmegjelöléseként.